# Orzanzurieta
El Orzanzurieta (en euskera Ortzantzurieta, anteriormente Ortzainzurieta) es una montaña situada en los Pirineos de Navarra, en Valcarlos, cerca de la localidad de Roncesvalles. Es una cima que data del paleozoico por lo que se encuentra muy erosionada y presenta un aspecto alomado. Tiene una altitud de 1.567 m s. n. m., que lo convierten en la mayor elevación de Valcarlos. Aparece citado por vez primera como Orçiren çorita en un documento del siglo XIII.
Junto al Orzanzurieta, en el macizo de Luzaide, destacan cumbres importantes como Astovizcar (1506 m), Changoa (1471 m) o Leizarateca (1414 m).
- Datos: Q8538854